# Bribišnica - Vrbica
Bribišnica - Vrbica este o arie protejată (sit de importanță comunitară — SCI) din Croația întinsă pe o suprafață de 1,54 ha, integral pe uscat.

## Localizare
Centrul sitului Bribišnica - Vrbica este situat la coordonatele 43°55′44″N 15°49′34″E / 43.929°N 15.826°E.

## Înființare
Situl Bribišnica - Vrbica a fost declarat sit de importanță comunitară în iulie 2013 pentru a proteja 1 specie de animale.

## Biodiversitate
Situată în ecoregiunea mediteraneană, aria protejată nu include niciun habitat protejat.
La baza desemnării sitului se află o specie protejată de  nevertebrate: Austropotamobius pallipes.